# Sonja Nyegaard
Sonja Nyegaard (født 1959 i Bærum) er en norsk digter, uddannet fra Forfatterskolen 1994.

## udgivelser
- Jernet er ikke hardt, Aventura forlag, 1994 (digte)
- Frøstjerne, Kolon forlag, 1997 (digte)
- En makeløs historie, Kolon, 2004 (digte)

## Eksterne link
- Om Sonja Nyegaard